# Thirteen Days
Thirteen Days (bra: Treze Dias Que Abalaram o Mundo, ou 13 Dias Que Abalaram o Mundo; prt: Treze Dias) é um filme estadunidense de 2000, dos gêneros suspense e drama, dirigido por Roger Donaldson, com roteiro de David Self baseado no livro The Kennedy Tapes: Inside the White House During the Cuban Missile Crisis, de Ernest R. May e Philip D. Zelikow.

## Sinopse
O filme relata a crise dos mísseis de Cuba. Em outubro de 1962 um avião U-2, que fazia vigilância de rotina, tira fotos aéreas que revelam que a União Soviética está em processo de colocar uma plataforma de lançamento de armas nucleares em Cuba. Estas armas terão a capacidade de destruir em minutos a maior parte do leste e sul dos Estados Unidos quando ficarem operacionais. O presidente John F. Kennedy (Bruce Greenwood) e seus assessores têm de pôr um plano de ação contra os soviéticos. Kennedy está determinado em mostrar que ele é forte o bastante para resistir a ameaça e o Pentágono aconselha o exército dos Estados Unidos a contra-golpear, o que poderia levar a uma outra invasão norte-americana em Cuba. Entretanto, Kennedy está receoso em levar a cabo esta operação, pois uma invasão norte-americana poderia fazer com que os soviéticos partissem para a retaliação na Europa. Por treze dias o destino da humanidade esteve nas mãos de um grupo reunido no salão oval na Casa Branca, pois a possibilidade de uma guerra nuclear era real e navios soviéticos rumavam para Cuba levando o material que faltava para terminar a plataforma de lançamento, que estava sendo construída em ritmo acelerado. Com a situação cada vez mais tensa, qualquer ato impensado poderia provocar um conflito armado.

## Elenco
- Kevin Costner — Kenneth O'Donnell
- Bruce Greenwood — Presidente John F. Kennedy
- Stephanie Romanov — Jacqueline Kennedy
- Steven Culp — Robert F. Kennedy
- Dylan Baker — Robert McNamara
- Lucinda Jenney — Helen O'Donnell
- Michael Fairman — Adlai Stevenson
- Bill Smitrovich — General Maxwell Taylor
- Frank Wood — McGeorge Bundy
- Ed Lauter —  general Marshall Carter
- Kevin Conway — general Curtis LeMay
- Tim Kelleher — Ted Sorensen
- Len Cariou — Dean Acheson
- Chip Esten — piloto Rudolf Anderson
- Olek Krupa — Andrei Gromiko
- Jack McGee — Richard J. Daley
- Tom Everett — Walter Sheridan
- Oleg Vidov — Valerian Zorin
- Alex Veadov — operador de rádio
- Henry Strozier — Dean Rusk
- Walter Adrian — Lyndon B. Johnson
- Caitlin Wachs — Kathy O'Donnell
- Madison Mason — Almirante George Anderson, Jr.
- Kelly Connell — Pierre Salinger
- Peter White — John McCone
- Boris Lee Krutonog — Aleksandr Fomin